# Henri Didon
Pour les articles homonymes, voir Didon (homonymie).
Henri Louis Rémy Didon, né le 17 mars 1840 au Touvet (Isère) et mort à Toulouse (Haute-Garonne) le 13 mars 1900, est un homme d’Église français de l’ordre des dominicains. 
Grand promoteur du sport moderne, il participe, aux côtés de Pierre de Coubertin, au renouveau des Jeux olympiques dont il invente la devise « Citius, Altius, Fortius » (« Plus vite, plus haut, plus fort »).

## Biographie

### Jeunesse
À neuf ans, Henri Didon est au petit séminaire du Rondeau à Grenoble. C’est un élève brillant, doublé d'un sportif. En 1855, il remporte trois titres lors des « Jeux olympiques du Rondeau » qui se tiennent tous les quatre ans, depuis 1832. Au cours d'un voyage au monastère de la Grande Chartreuse, près de Grenoble, la foi religieuse d’Henri Didon s'éveille. En septembre 1856, il prend l'habit. Il sera Dominicain. Orateur de talent, le frère Didon complète sa formation à Rome. Deux ans plus tard, il est ordonné prêtre à Aix-en-Provence, à l'âge de 22 ans.

### Prédicateur
Devenu docteur en théologie, Henri Didon se consacre principalement aux prêches. Il prêcha à Londres et Liège notamment, où il s'adresse principalement à des publics d'élite. De retour à Paris, Le Figaro titre : « Le père Didon est une étoile qui se lève. » Didon devient aumônier militaire pendant la guerre de 1870. Il est pris au piège avec l'armée française dans Metz. Il tombe malade et trouve refuge à Genève après la capitulation de Metz. Il défend alors l'unité nationale et est clairement opposé à l'abandon de l'Alsace-Moselle. La guerre achevée, il retrouve une chaire à Marseille où il prêche pour une « régénération de la France ».
Henri Didon quitte ensuite Marseille pour reprendre ses prêches à Paris. Il en profite pour suivre les cours de Claude Bernard au Collège de France afin d'approfondir ses connaissances sur les sciences expérimentales. Il fréquente également Flaubert et Maupassant, les familles Vallery-Radot et Pasteur (c'est lui qui marie René Vallery-Radot à la fille de Louis Pasteur). Il mariera aussi en toute discrétion le déjà célèbre chirurgien Samuel Pozzi (fondateur de la gynécologie), protestant ayant perdu la foi et Thérèse Loth Cazalis, catholique. Le pape Léon XIII le reçoit en audience privée en s'exclamant : « Ah, le père Didon ! Il a déjà un nom célèbre dans le monde ! » et de lui confier : « Continuez Didon, continuez ». Fort de ce soutien, Didon peut désormais se permettre de passer outre aux avis de l'évêque de Paris, qui lui conseille de modérer ses propos[pas clair]. Il dépasse les bornes un dimanche matin lors d'un prêche à Notre-Dame en justifiant publiquement son refus d'obéir à sa hiérarchie. Cette dernière réagit immédiatement en mettant un terme à sa carrière de prêcheur et en l'éloignant en Corse, au couvent Saint-Dominique de Corbara (1880).

### Pédagogue
Henri Didon se consacre principalement à l'écriture d'un ouvrage sur la vie de Jésus. Pour ces recherches, il obtient l'autorisation d'effectuer un voyage d'études en Allemagne où il s'initie à Kant et Hegel. Peu après son retour d'Allemagne, il publie un ouvrage intitulé Les Allemands, qui provoque encore quelques frictions avec sa hiérarchie. Il achève la rédaction de sa Vie de Jésus-Christ au Collège dominicain Albert-le-Grand (Arcueil).

#### Le collège Albert-le-Grand d'Arcueil

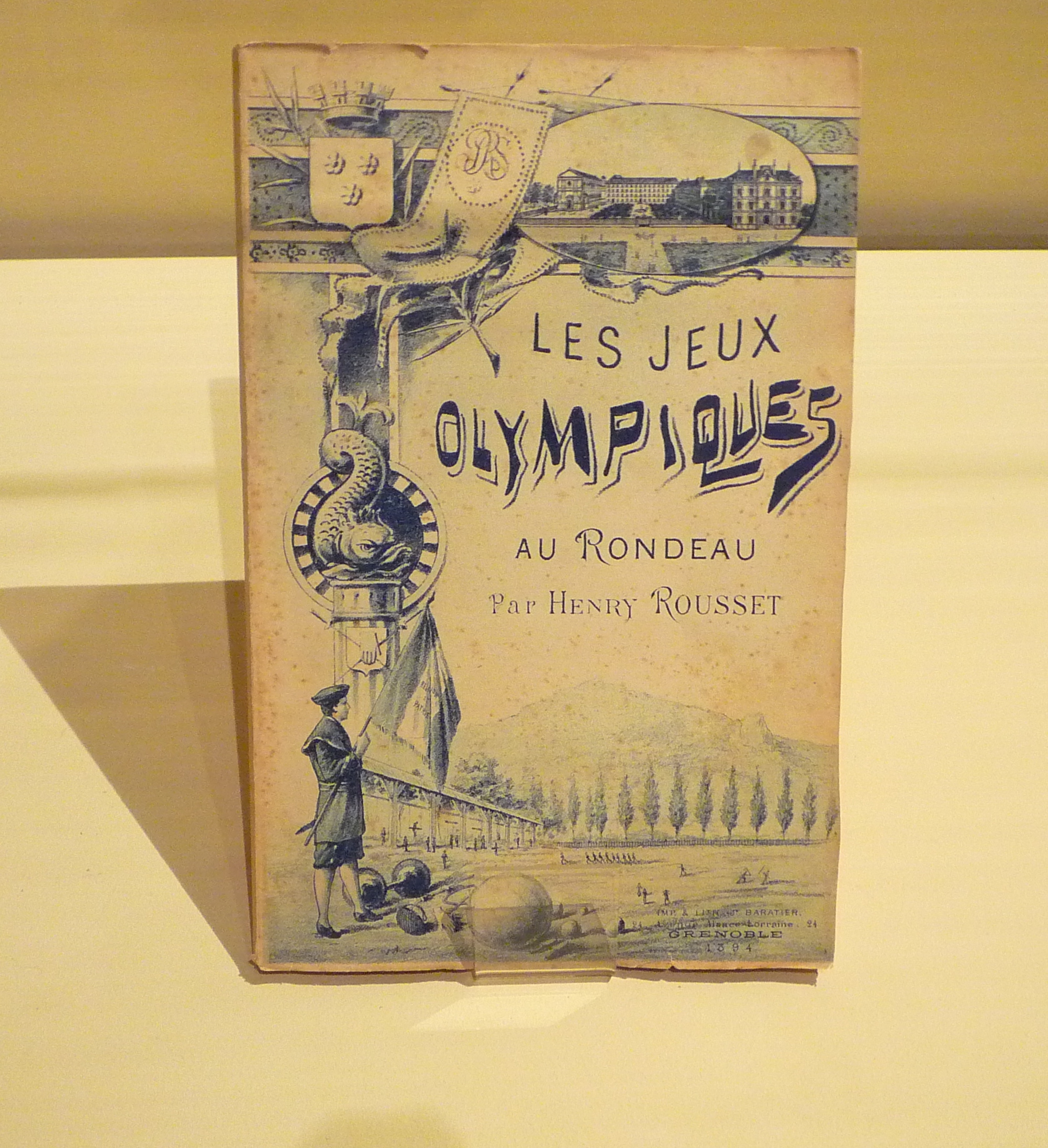
Les Jeux Olympiques au Rondeau par Henry Rousset (1894).

Henri Didon est nommé proviseur et prieur à Arcueil en 1890 et son livre est publié. Il reçoit un excellent accueil en France comme à l'étranger, comme le confirment les critiques élogieuses du Times de Londres, du New York Times ou de L'Osservatore Romano, notamment. Les solides droits d'auteurs que perçoit Didon seront utilisés pour financer des travaux à Albert-le-Grand ou des voyages scolaires. Le premier de ces voyages scolaires a lieu du 29 mars au 12 avril 1891 lors d'un déplacement à Rome où il emmène 75 personnes. Il obtient même une audience avec le pape et ce dernier remet à chacun une médaille. Quand arrive le tour de Didon, le pape lui glisse : « À vous, père Didon, il faudrait une autre médaille ». Un autre voyage a lieu à Rome 1892, puis la Caravane d'Arcueil se déplace à Constantinople en 1893 (en passant par Vienne, Budapest, Belgrade et Sofia) et en 1894 (en passant par la Grèce). À Arcueil, il est accueilli en héros, tant sa renommée est grande. C'est pourtant sa première expérience en tant que chef d'établissement scolaire. Il y instaure les jeux sportifs qu'il pratiqua enfant à Rondeau et prend alors part au mouvement sportif. Il fréquente alors les principaux dirigeants sportifs de l'époque comme Georges de Saint-Clair ou Pierre de Coubertin.

#### Didon et Coubertin
La première rencontre entre Coubertin et Didon date du 2 janvier 1891. Coubertin venait demander l'appui de Didon pour l'aider à convaincre les établissements scolaires religieux d'accepter les rencontres sportives face aux établissements laïcs. Quelques jours après l'entrevue, Didon créé au sein de son établissement une association sportive officielle et Albert-le-Grand participe à une première épreuve sportive laïque le 13 janvier 1891 avant d'organiser sa première compétition le 7 mars. Coubertin est le directeur de la course. À cette occasion, il invente et fait broder la devise « Citius, Altius, Fortius » (« Plus vite, plus haut, plus fort »), sur le drapeau de l'école. Cette devise devient celle des Jeux olympiques en 1894 à l'occasion du premier congrès olympique. Elle fut également déclinée sous forme de chanson par les élèves d'Arcueil sous la forme d'un hymne d'Albert-le-Grand. Didon et Coubertin sont à nouveau réunis en 1896 à Athènes pour les Jeux olympiques, où on demande au père dominicain de célébrer la messe. Didon n'est pas venu seul à Athènes. Il a organisé un grand voyage scolaire pour ses élèves d'Albert-le-Grand : la Caravane d'Arcueil à Athènes.

#### Militant du sport
De retour d'Athènes, Henri Didon poursuit ses réformes à Arcueil et ses voyages scolaires (en Égypte et Palestine, notamment) en insistant particulièrement sur les valeurs du sport. « J'estime que les vainqueurs de football ont bien des chances d'être les lauréats de demain dans les concours d'intellectuels. » Ce mot fut repris par Jean Giraudoux dans son Éloge du football. Didon n'oublie pas que le sport possède de très solides opposants, à Paris tout particulièrement. Il classe ces derniers en trois catégories : les passifs, les affectifs et les intellectuels. Tous ont droit au titre d'« éternels réactionnaires ». Il utilise d'ailleurs ces mots à l'occasion de son discours devant le Congrès olympique de 1897 qui se tient au Havre.
À cette période, Henri Didon eut Sacha Guitry comme élève à Arcueil. Ce dernier fréquenta pas moins de douze établissements scolaires différents en raison de son indiscipline, mais Didon le stabilisa pendant près de deux ans à Albert-le-Grand. Le jeune Guitry tenta pourtant tout pour se faire exclure. Il se met un jour à genoux devant Didon et lui déclara : « Mon père, je ne crois plus en Dieu ! » Au lieu de l'exclure, Didon lui fit servir la messe tous les jours pendant trois mois. Le cynique Guitry garda toute sa vie une tendresse respectueuse pour Didon.

### Anti-dreyfusard
C'est dans le cadre du collège d'Arcueil qu'au cours du discours qu'Henri Didon prononça pour la remise des prix de juillet 1898, il déclara en soutien à la cause antidreyfusarde que, quand la « persuasion a échoué » contre « le mauvais », la nécessité se fait sentir, urgente, de « s’armer de la force coercitive, brandir le glaive, terroriser, sévir, frapper ; il faut imposer la justice » (presse du 20 juillet 1898). Ces propos lui valurent les attaques de la presse dreyfusarde, au premier rang de laquelle Clemenceau, qui ne le présenta plus que comme un « moine de coup d'État ».

### Expert gouvernemental et diplomate
En 1898-1899, Henri Didon effectue un voyage d'études en Grande-Bretagne pour y observer le système éducatif anglais. Il est reçu à Cambridge et Oxford avec les honneurs et on lui demande même de tenir des conférences. Il visite les plus prestigieux établissements, d'Eton à Harrow, de Winchester à Saint-Paul en passant par Rugby. Un mois après son retour d'Angleterre il est invité à communiquer au gouvernement français ses conclusions. Malgré les protestations des jésuites, il est reçu par la commission de l'enseignement où il expose ses orientations pédagogiques.

### Mort
Henri Didon meurt le 13 mars 1900 à Toulouse lors d'une mission à Rome où il était notamment chargé de remettre au pape un message de Pierre Waldeck-Rousseau afin d'aplanir le conflit entre Église et État.
Il est enterré dans le tombeau collectif des dominicains au cimetière de Cachan.

## Principales publications
- L'Homme selon la science et la foi, conférences (1875)
- L'Enseignement supérieur et les Universités catholiques (1876)
- La Science sans Dieu, conférences (1878)
- Indissolubilité et divorce, conférences de Saint-Philippe du Roule (1880)
- Les Allemands (1884)
- Discours prononcé par le R. P. Didon à la conférence Saint-François de Sales, le 17 juin 1891, à l'occasion des fêtes du centenaire de Saint-Bernard (1891) Texte en ligne
- Discours prononcé par le P. Didon, des Dominicains, à la cérémonie de mariage de M. Pierre Valentin et de Mlle Léontine Devillas, le 23 avril 1891 (1891) Texte en ligne
- La Foi en la divinité de Jésus-Christ, conférences prêchées à l'église de la Madeleine, carême de 1892 (1894)
- Jésus-Christ (2 volumes, 1891)
- Influence morale des sports athlétiques, discours prononcé au congrès olympique du Havre, le 29 juillet 1897 (1897) Texte en ligne
- Lettres du R. P. Didon, de l'ordre des frères prêcheurs, à mademoiselle Th. V. (1901) Texte en ligne
- Lettres du P. Didon à un ami (1902)
- Lettres à madame Caroline Commanville (2 volumes, 1930) Texte en ligne 1 2